# Ton(e)s of Hate
Ton(e)s of Hate är ett musikalbum inspelat av det italienska metal-bandet Necrodeath år 2003.

## Låtlista
1. "Mealy-Mouthed Hypocrisy" (Peso/Claudio/Angela Badalini/Flegias) – 4:28
2. "Perseverance Pays" (Peso) – 3:33
3. "The Mark of Dr.Z" (Peso) – 3:26
4. "The Flag" (Claudio/Ingo) – 3:22
5. "Queen of Desire" (Peso) – 3:40
6. "Petition for Mercy" (Peso) – 3:39
7. "Last Ton(e)s of Hate" (Peso/Flegias) – 3:34
8. "Evidence from Beyond" (Claudio/Peso) – 4:28
9. "Bloodstain Pattern" (Claudio/Peso) – 7:55

## Medverkande
Necrodeath
- Flegias (Alberto Gaggiotti) – sång
- Claudio (Claudio Bonavita) – gitarr
- John (Davide Queirolo) – basgitarr
- Peso (Marco Pesenti) – trummor

Bidragande musiker
- Andela Badalini – sång
- Daniela Di Rocco – sång
- Carmelo Orlando – gitarr

Produktion
- Giuseppe Orlando – inspelning, mixning
- John – mixning
- Peso – mixning
- Flegias – omslagsdesign
- Rossella – foto
- Marko Birkenau – foto
- Gora – foto
- Red Balda – foto